# Томас Андерссон Вий
Томас Андерссон Вий (швед. Tomas Andersson Wij, часто обозначаемый как TAW, урожд. Томас Пер Андерссон, швед. Tomas Per Andersson, род. 6 февраля 1972 года в Стокгольме, Швеция) — шведский автор песен и исполнитель, а также журналист.

## Журналист и редактор
В период с 1990 по 1997 год Томас Андерссон Вий был колумнистом в газете «Svenska Dagbladet», а также в шведском музыкальном журнале «Pop» и шведской развлекательной газете «Nöjesguiden». В середине 1990-х он работал редактором известного телевизионного шоу «Knesset» на канале ZTV. Летом 2000 года он работал как DJ на шведской радиостанции «Sveriges Radio».
Он выступил редактором двух антологий: «Solidaritet» (Cordia 1998) и «Boken om Recovery» (Libris, 2002). Он является соучредителем и соредактором вместе с Sven-Gösta Holst экзистенциалистского журнала «Von Oben», два выпуска которого были изданы в 2002 и 2003 годах.

## Музыка
Продюсер Lars Halapi обнаружил талант Томаса Андерссона Вия, послушав плёнку с демозаписями его песен в 1995 году и спродюсировав два его первых альбома. После выхода альбома «Ett slag för dig» к Вию пришла известность, он регулярно гастролировал, как правило стоя на сцене в одиночку с гитарой; такие выступления создавали ощущение приватной атмосферы и количество поклонников музыканта увеличивалось. Вий четыре раза номинировался на получение музыкальной награды «Грэммис» в родной Швеции.
Вий привлёк ещё больше внимания публики в 2000 году, когда перевел на шведский язык песни Билли Джоэла, которые появились на альбоме Хелен Хьёхолм (Helen Sjöholm) под названием «Euforia - Helen Sjöholm sjunger Billy Joel». В 2007 году он принял участие в музыкальном конкурсе Melodifestivalen, дойдя до финала, который проходил в стокгольмском Globen с одержавшей победу песней Каролы «Evighet», также известной как «Invincible».
В тот же год он был номинирован на премию шведского журнала для мужчин «Café Magazine» в номинации «самый стильный исполнитель».
Он также писал песни или переводил тексты песен для других шведских музыкантов, таких как Фредди Вадлинг, Тотта Неслунд и Bo Kaspers Orkester.

## Дискография

### Альбомы
- 1998: Ebeneser
- 2000: Ett slag för dig
- 2002: Vi är värda så mycket mer
- 2004: Stjärnorna i oss
- 2005: Live på Rival
- 2005: Tomas Andersson Wij
- 2007: En introduktion till Tomas Andersson Wij
- 2008: En sommar på speed
- 2010: Spår
- 2012: Romantiken
- 2014: Mörkrets hastighet

### Синглы и EPs
- 1997: «Varelser i vattnet»
- 1998: «Tusen sätt att försvinna»
- 1998: «Väljer dig»
- 2000: Landet vi föddes i EP
- 2000: «Du skulle tagit det helt fel»
- 2000: «Gör nånting vackert»
- 2000: «Hej då»
- 2001: «Ett slag för dig»
- 2002: «Jag börjar minnas mig»
- 2002: «Slå»
- 2002: «Vissa dagar»
- 2003: «Blues från Sverige»
- 2004: «Tommy och hans mamma»
- 2004: «Sången om dig och mig»
- 2005: «Oroshjärta»
- 2006: En hel värld inom mig (EP)
- 2007: «Hälsingland»
- 2007: «Evighet»
- 2008: «Jag har simmat långt ut från land»
- 2008: «Sena tåg»
- 2008: «När ditt tåg kommer»
- 2009: «Det ligger i luften»
- 2010: «Allt är bättre än ingenting»
- 2011: «Jag är på väg till dig»